# Плоска (Шепетівський район)
Пло́ска — село в Україні, у Берездівській сільській громаді Шепетівського району Хмельницької області. Населення становить 412 осіб.

## Походження назви
Походження назви часто асоціюють з рівнинним рельєфом. Також за аналогією із деякими іншими близькими населеними пунктами, котрі, схоже, були названі за іменами перших поселенців, осадників (Нетішин — імовірно, від Нетіши, Берездів — від Березда, Старий Кривин — від Крива). Можливо Плоска — від особи на ім'я Плоско (чия осада — Плоска́).
«Етимологічний словник української мови» для іменника «плоска», серед іншого, приводить і праслов'янське значення — «блощиця».

## Географія
У селі річка Безіменна впадає у річку Жариху.

## Історія
Перші згадки про село датуються XV століттям. У документах князів Корецьких (постраждали під час пожежі у другій половині XVI століття) згадується справа розмежування маєтків між Іваном Острозьким та Іваном Корецьким, підтвердженим литовським князем Олександром, де серед інших сіл згадується й Плоска.
У іншому документі від 30 січня 1542 року Беата Острозька зі своєю донькою Гальшкою входили у володіння маєтком князів Острозьких, а село відносилось до категорії замкових. Навесні 1577 року краєм прокотилась татарська навала, сусіднім селом Хлапотин-Красностав пролягав татарський шлях на Волинь. Станом на 1583 рік село налічувало 5 дворів, тут проживало 4 підсусідків — селян, які мешкали «на квартирах»; працювало два млинові кола.
На початку XVII століття Плоска належала Костянтину-Василю Острозькому. З 1603 по 1606 рік частину села тримав Богдан Краєвський, іншу, з 1604 по 1606 рік — Миколай Малищинський. З 1606 по 1620 роки Плоска (23 родини і 7 підсусідків) разом із сусідньою Красносілкою перебувала в заставі у пана Бонтковського. На той час у селі діяли млинок та корчма, спільний на два села ставок, діяли панські фільварочки, селянам було дозволено користуватися лісом на околицях Берездова. 1621 року село переходить у власність Ганни Алоїзи Острозької (Ходкевич). Плоска (31 двір) знову повернулась під замкове управління. Упродовж років Хмельниччини село майже знелюдніло й занепало. На початку 1660-х років навколишня місцевість належала Яну Замойському, у селі налічувалось 3 двори. З часом Плоска перейшла до Конецпольських, селом з десятка дворів та водяним млином управляв пан Ґолінський, на чолі громади стояв війт Грицько.
|  | Поле обширне й сіножатей є достаток, і лісів; від того села починається Заславська границя, і Корецька, [а] з третього боку [маєтки] пана брацлавського каштеляна. |

У другій половині XIX столітті село із 33 дворів, де мешкало 300 осіб, на межі із Заславщиною належало до Довжецької волості Острозького повіту. У селі була зведена дерев'яна церква. Площани були забезпечені землею, займались рільництвом, випасом худоби, отже були заможними. У селі до початку Першої світової війни, діяв водяний млин Костянтина Яворського, на якому щорічно мололи до 246 тон борошна. На винокурні князя Четвертинського щороку виробляли 352,7 тонни низькоякісного спирту. Працював продуктовий магазин Шльоми Шрага.
У 1906 році село Довжецької волості Острозького повіту Волинської губернії. Відстань від повітового міста 34 верст, від волості 8. Дворів 90, мешканців 445.
7 (20) листопада 1917 року, відповідно до Третього Універсалу Української Центральної Ради, увійшло до складу Української Народної Республіки.
12 червня 2020 року, відповідно до розпорядження Кабінету Міністрів України № 727-р «Про визначення адміністративних центрів та затвердження територій територіальних громад Хмельницької області», увійшло до складу Берездівської сільської громади.
19 липня 2020 року, в результаті адміністративно-територіальної реформи та ліквідації Славутського району, село увійшло до складу Шепетівського району.

## Населення
Згідно з переписом УРСР 1989 року чисельність наявного населення села становила 509 осіб, з яких 233 чоловіки та 276 жінок.
За переписом населення України 2001 року в селі мешкало 405 осіб.

### Мова
Розподіл населення за рідною мовою за даними перепису 2001 року:
| Мова       | Відсоток |
| ---------- | -------- |
| українська | 99,27 %  |
| російська  | 0,73 %   |

## Мовний склад населення
Згідно з переписом населення 2001 року українську мову назвали рідною 99,27 % мешканців села.

## Відомі люди
В селі народився Перестюк Микола Олексійович (*1 січня 1946) — український учений-математик, доктор фізико-математичних наук (1986), професор (1987), академік НАН України (2009), академік АН ВШ України з 1993 р., заслужений діяч науки і техніки України.